# Geweergroep

NAVO geweergroep

Een geweergroep of tirailleurgroep of gewoon groep binnen de Nederlandse krijgsmacht is een onderdeel van een peloton en bestaat doorgaans uit 10 personen. Aan het hoofd van een geweergroep staat een onderofficier, meestal een sergeant. Dit is de groepscommandant (GPC). De groepscommandant wordt geassisteerd door de plaatsvervangend  groepscommandant (plv GPC), meestal een korporaal. Sinds kort worden deze korporaals die een partiële leidinggevende functie uitvoeren "leidinggevende korporaals" genoemd. Zij zijn te herkennen aan de gekruiste geweren boven hun onderscheidingstekens.
Hoewel militaire operaties meestal uitgevoerd worden op compagnie-niveau of hoger, worden special forces-operaties, operaties ver achter vijandelijke linies en het beveiligen van gebouwen nog vaak uitgevoerd op groepsniveau, omdat een grotere formatie kan leiden tot ontdekking van de eenheid of omdat een kleine eenheid nodig is om te manoeuvreren in kleine ruimten.

## Korps Mariniers
Een geweergroep binnen het Korps Mariniers bestaat uit acht personen: een sergeant, een korporaal en zes mariniers.
Drie geweergroepen vormen samen met de pelotonsstaf een peloton van ongeveer 30 personen.

## Korps Commandotroepen
Een groep wordt binnen het Korps Commandotroepen wordt specopsploeg (speciale operaties ploeg) genoemd. Aan het hoofd van deze ploeg, die uit acht personen bestaat, staat een luitenant. Elke commando binnen de ploeg (inclusief de ploegcommandant) heeft een van de vier individuele specialisaties:
- communicatiespecialist (COMSPEC'er)
- sluipschutter (SNIPER)
- demolitiespecialist (DEMSPEC'er)
- medisch specialist (MEDIC)

3 of 4 Specopsploegen zijn samen een peloton. Die staan direct onder bevel van een commandotroepencompagnie (cotrcie). Ook een enkele ploeg kan direct onderbevel van de cotrcie fungeren voor de duur van een missie, operatie of oefening.

## Regiment Verbindingstroepen
Bij het Regiment Verbindingstroepen was in het ZODIAC tijdperk sprake van een detachement, onderdeel van een Ost-peloton (ondersteuning) binnen een Rayonverbindingscompagnie. Een Ost-peloton werd gevormd door 4 tot 5 detachementen.
Ook wel "svmapgp" (straalverbinding map groep) genoemd, bestond het uit 6 personen: een sergeant, een korporaal, twee chauffeurs / aggregaat-bedienaars en twee straalzender-bedienaars.